# Burning Organ
Burning Organ — четвёртый сольный альбом Пола Гилберта, выпущенный в 2002 году.

## Информация об альбоме
2002 год выдался очень насыщенным для Пола Гилберта. Его группа Racer X совершила тур по Азии, записала концертный и студийный альбомы, а сам Пол записал блюзовый сольный альбом Raw Blues Power вместе со своим дядей Джими Киддом, благодаря которому в подростковом возрасте и начал заниматься гитарой. А 17 сентября Пол выпустил свой очередной сольный альбом в стиле хард-рок — Burning Organ.
Соблюдая традицию, он включил в альбом собственное переложение классического произведения — Пол вернулся к наследию Иоганна Себастьяна Баха, записав Вариацию Гольдберга № 1, аранжированную для двух акустических гитар.

## Список композиций
Все песни написаны Полом Гилбертом, кроме отмеченных особо.
1. «I Like Rock» — 02:09
2. «My Religion» — 03:20
3. «Bliss» — 05:10
4. «Suicide Lover» — 03:03 (Гилберт, Linus Of Hollywood)
5. «Friday Night (Say Yeah)» — 02:42
6. «I Am Satan» — 05:21 (Гилберт, Linus Of Hollywood)
7. «G.V.R.O.» (И. С. Бах) — 01:01
8. «My Drum» (The Osmonds cover) — 04:23
9. «Amy is Amazing» — 04:19
10. «Muscle Car» — 03:34
11. «I Feel Love» (Donna Summer cover) — 03:26
12. «Burning Organ» (Instrumental) — 05:22
13. «Keep On Keepin' On» — 04:38 (Гилберт, Linus Of Hollywood)

## Участники записи
- Пол Гилберт — вокал, гитара
- Дэвид Ричардсон — фортепиано, орган
- Майк Шутер — бас-гитара, бэк-вокал
- Марко Миннеманн — ударные
- Linus Of Hollywood — клавишные, бэк-вокал

## Продюсирование
- Продюсирование и запись — Пол Гилберт и Linus Of Hollywood
- Сведение — Том Сайз